# Forbes Carlile

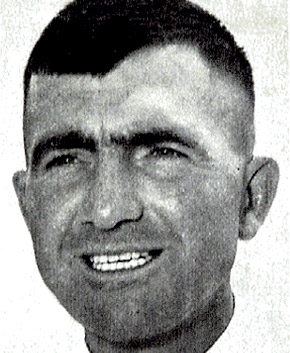

Forbes Carlile MBE (Armadale, 3 de junho de 1921 – Sydney, 2 de agosto de 2016) foi o primeiro treinador de natação das olimpíadas da Austrália pós Segunda Guerra Mundial e mais tarde primeiro competidor da Austrália no pentatlo moderno nos Jogos Olímpicos de Verão de 1952 em Helsínquia. Ele continua a ser a única pessoa ter treinado e mais tarde competiu nos Jogos Olímpicos.[carece de fontes?]
Morreu em 2 de agosto de 2016, aos 95 anos.